# Pierre Gourou
Pour les articles homonymes, voir Gourou (homonymie).
Pierre Gourou est un géographe et « tropicaliste » français né le 31 août 1900 à Tunis et mort le 13 mai 1999 à Bruxelles.
Professeur honoraire de la faculté des sciences de l’université libre de Bruxelles, maître de conférences et professeur de géographie à la faculté des Lettres de Bordeaux de 1942 à 1946, il est titulaire de la chaire d’étude du monde tropical du Collège de France de 1947 à 1970 et fonde en 1961, avec Émile Benveniste et Claude Lévi-Strauss, L’Homme, revue française d’anthropologie.

## Œuvre
Il est spécialiste du monde rural en Indochine, spécialement dans le delta du Tonkin, et de la géographie tropicale, en Asie et en Afrique essentiellement.
Son approche géographique est toutefois critiquée par Aimé Césaire qui le prend à partie dans son Discours sur le colonialisme, évoquant le passage de Les Pays tropicaux dans lequel Gourou expose ceci : « Les pays chauds typiques se trouvent devant le dilemme suivant : stagnation économique et sauvegarde des indigènes ou développement économique provisoire et régression des indigènes ». Après des éléments d'analyse reconnus comme clairvoyants par Césaire, celui-ci lui reproche de ne pas comprendre que ce dilemme ne se pose pas au colonisateur, mais est causé par la colonisation.

### Principaux ouvrages
- Le Tonkin, Paris, Exposition coloniale internationale, 1931.
- Les paysans du delta tonkinois, Paris, EFEO, 1936.
- Esquisse d’une étude de l’habitation annamite dans l’Annam septentrional et central, Paris, EFEO, 1936.
- L’utilisation du sol en Indochine française, Paris, Centre d’études de politique étrangère, 1940.
- La terre et les hommes en Extrême-Orient, Paris, Flammarion, 1940 (nouvelle édition : 1972)
- L’avenir de l’Indochine, Paris, Centre d’études de politique étrangère, 1947.
- Les pays tropicaux. Principes d’une géographie humaine et économique, Paris, PUF, 1947.
- L’Asie, Paris, Hachette, 1953.
- La densité de population au Congo belge, Bruxelles, Académie royale des sciences coloniales, 1955.
- L’Afrique, Paris, Hachette, 1970.
- Leçons de géographie tropicale, Paris, Mouton, 1971. Recueil de leçons données au Collège de France de 1947 à 1970. Préface de Fernand Braudel.
- Pour une géographie humaine, Paris, Flammarion, 1973.
- L’Amérique tropicale et australe, Paris, Hachette, 1976.
- Terres de bonne espérance. Le monde tropical, Paris, Plon, « Terre humaine », 1982.
- Riz et civilisation, Paris, Fayard, 1984.
- L’Afrique tropicale, nain ou géant agricole ?, Paris, Flammarion, 1991.

### Hommage
- Michel Bruneau, « Pierre Gourou 1900-1999, Géographie et civilisations », L’Homme, 153 / 2000, 7-26 disponible sur Les Éditions de l'EHESS